# 溅射
溅射（sputtering），也称溅镀（sputter deposition/coating），是一种物理气相沉积技术，指固體靶"target"（或源"source"）中的原子被高能量離子（通常來自等離子體）撞擊而離開固體進入氣體的物理过程。
溅射一般是在充有惰性气体的真空系统中，通过高压电场的作用，使得氩气电离，产生氩离子流，轰击靶阴极，被溅出的靶材料原子或分子沉淀积累在半导体晶片或玻璃、陶瓷上而形成薄膜。
溅射的优点是能在较低的温度下制备高熔点材料的薄膜，在制备合金和化合物薄膜的过程中保持原组成不变，所以在半导体器件和集成电路制造中已获得广泛的应用。
包括：
- 直流溅射
- 活性溅射
- 射频溅射
- 偏压溅射
- 磁控溅射
- 高温溅射
- 真空溅射